# Más fuerte que la vida
Más fuerte que la vida es el decimosexto álbum de estudio realizado por la cantante mexicana de pop latino Yuri; en el cual se recopilan sus más grandes éxitos, realizados con la empresa discográfica Sony, pero en un formato Ranchero.

## Antecedentes
Una vez terminada la promoción del álbum "Espejos del alma", Sony propone a Yuri en grabar sus éxitos pero bajo un estilo Ranchero, y proporcionando un bajo perfil de acuerdo a los nuevos parámetros de promoción en los cuales no aparecía tan sensual propuestos por la cantante debido a su nueva fe hacía el cristianismo.

## Realización y Promoción
Se incluye un tema de corte cristiano que da nombre al disco.

## Recepción
Este álbum no obtiene las ventas acostumbradas debido a la falta de apoyo en la promoción por la disquera llegando así al término el contrato entre la cantante y Sony. Sin embargo se le otorga el reconocimiento como reina del mariachi ese año. y los sencillos "de que te vale fingir" y "yo te pido amor" promocionados en sus presentaciones en tv no logran posicionarlo en radio. Cabe mencionar que el tema "Mas Fuerte que la vida" no es sencillo solo da el nombre al disco.

## Lista de canciones
| N.º | Título                                                  | Escritor(es)                                    | Duración |  |
| 1.  | «De qué te vale fingir»                                 | M. Pacho, R. Salcedo                            | 4.26     |  |
| 2.  | «Imposible amarte como yo»                              | Difelisatti, J.R. Florez                        | 4.49     |  |
| 3.  | «Yo te pido amor»                                       | Difelisatti, J.R. Florez                        | 3.45     |  |
| 4.  | «Todo mi corazón»                                       | Ilan Chester                                    | 4.13     |  |
| 5.  | «Déjala»                                                | Difelisatti, J.R. Florez                        | 3.49     |  |
| 6.  | «Maldita primavera (Maledetta primavera)»               | A. Cassella, G. Savio, Adap. Luis Gómez Escolar | 4.09     |  |
| 7.  | «¿Es ella más que yo?»                                  | Difelisatti, J.R. Florez                        | 4.04     |  |
| 8.  | «No puedo más»                                          | Difelisatti, J.R. Florez                        | 3.48     |  |
| 9.  | «Más fuerte que la vida»                                | Manuel Pacho                                    | 4.25     |  |
| 10. | «Detrás de Mi Ventana»                                  | Ricardo Arjona                                  | 5.09     |  |
| 11. | «Amiga mia»                                             | Horacio Lanzi                                   | 3.43     |  |
| 12. | «Esperanzas»                                            | P. José Herrero Pozo                            | 4.20     |  |
| 13. | «Quien eres tú (Quem e voce) (Love will lead you back)» | Diane Warren, Nelson Motta, Adap. Karen Guindi  | 4.19     |  |
| 14. | «Me tienes que querer»                                  | J.R. Florez                                     | 3.53     |  |